# Hôtel de Tresmes
L'hôtel de Tresmes (également connu comme hôtel de Gourgues) est un hôtel particulier situé sur la place des Vosges à Paris, en France.

## Localisation
L'hôtel de Tresmes est situé dans le 3e arrondissement de Paris, au 26 place des Vosges, autrefois place Royale.
Il se trouve sur le côté nord de cette place, entre les hôtels de Vitry et d'Espinoy.

## Historique

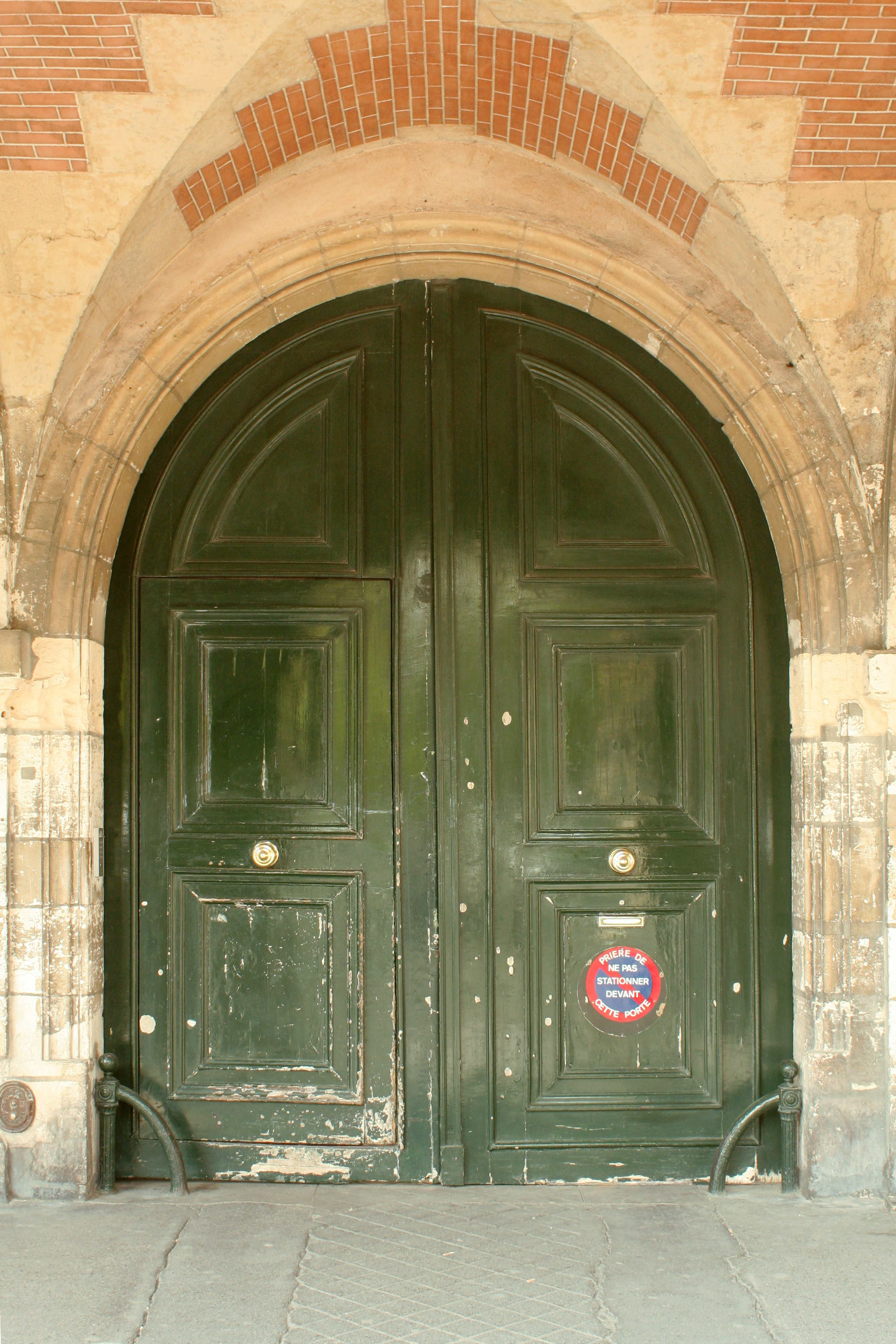
Porte de l'hôtel de Tresmes.

L'hôtel date du premier quart du XVIIe siècle.
L'architecte François Mansart apporta en 1644-1645 d'importantes modifications à la façade arrière de l'hôtel, par son doublement en profondeur et la construction de deux nouvelles ailes sur la cour.
Ces travaux furent exécutés à la demande de Bernard Potier, seigneur de Blérancourt, et son épouse, Charlotte de Vieuxpont, acquéreurs de l'édifice en 1630.
Au XVIIIe siècle, l'hôtel était loué. Ses bâtiments sur cour subirent de nouvelles modifications au XIXe siècle.

### Protection
L'édifice est classé monument historique depuis un arrêté du 14 novembre 1956.